# Ashland (Luisiana)
Ashland é uma vila localizada no estado americano de Luisiana, na Paróquia de Natchitoches.

## Demografia
Segundo o censo americano de 2000, a sua população era de 291 habitantes. 
Em 2006, foi estimada uma população de 287, um decréscimo de 4 (-1.4%).

## Geografia
De acordo com o United States Census Bureau tem uma área de 
70,2 km², dos quais 70,2 km² cobertos por terra e 0,0 km² cobertos por água. Ashland localiza-se a aproximadamente 69 m acima do nível do mar.

## Localidades na vizinhança
O diagrama seguinte representa as localidades num raio de 20 km ao redor de Ashland. 